# Жищинці
Жи́щинці — село в Україні, у Городоцькій міській територіальній громаді Хмельницького району Хмельницької області. 

## Географія
Розташоване за 6 км від залізничної станції Вікторія на лінії Ярмолинці — Чортків і за 11 км на схід від Городка.

## Історія
Вперше село згадується в документах XV ст. Належало різним польським володарям: спочатку Замойському, після якого перейшло у володіння графа Мнішека, який у 1831 році продав село поміщику Людвигу Янишевському. Останній же програв частину села у карти поміщику Терлевському.
У березні 1905 року відбувся страйк сільськогосподарських робітників.
7 (20) листопада 1917 року, відповідно до Третього Універсалу Української Центральної Ради, увійшло до складу Української Народної Республіки.
У 1939 році за одержання високих урожаїв зернових колгосп був учасником Всесоюзної сільськогосподарської виставки.
В селі знаходиться панський маєток, який поступово розвалюється. Побудова якого датується ХІХ століття. До 2001 року там була школа.
12 червня 2020 року, відповідно до розпорядження Кабінету Міністрів України № 727-р «Про визначення адміністративних центрів та затвердження територій територіальних громад Хмельницької області», увійшло до складу Городоцької міської громади.
19 липня 2020 року, в результаті адміністративно-територіальної реформи та ліквідації Городоцького району, увійшло до складу новоутвореного Хмельницького району.
Колишній орган місцевого самоуправління — Жищинецька сільська рада.

### Палац Свідерських
Жищинецький палац — це палац у стилі класицизм, один із найбільш симпатичних маєтків Поділля. Це родинне гніздечко панів Свідерських, останнім власником маєтку був поміщик Іван Свідерський. За комуністичної влади використовувався для будинку культури, згодом як школа. У 2001 році в селі збудували нову школу, тому історична споруда залишилася без функцій і потроху почала руйнуватись.
Стан палацу плачевний, кілька років тому обвалилася стіна бічної вежі, дах протікає, пам'яткою ніхто не опікується.

## Населення
Населення становить 1087 осіб станом на 2001 рік.

### Мова
Розподіл населення за рідною мовою за даними :
| Мова       | Кількість | Відсоток |
| ---------- | --------- | -------- |
| українська | 1082      | 99.54%   |
| російська  | 5         | 0.46%    |
| Усього     | 1087      | 100%     |

## Інфраструктура
В селі  є заклад загальної середньої освіти «Жищинецький ліцей», будинок культури на 600 місць, бібліотека, працюють фельдшерсько-акушерський пункт, дитячий садок, 3 магазини.

## Галерея

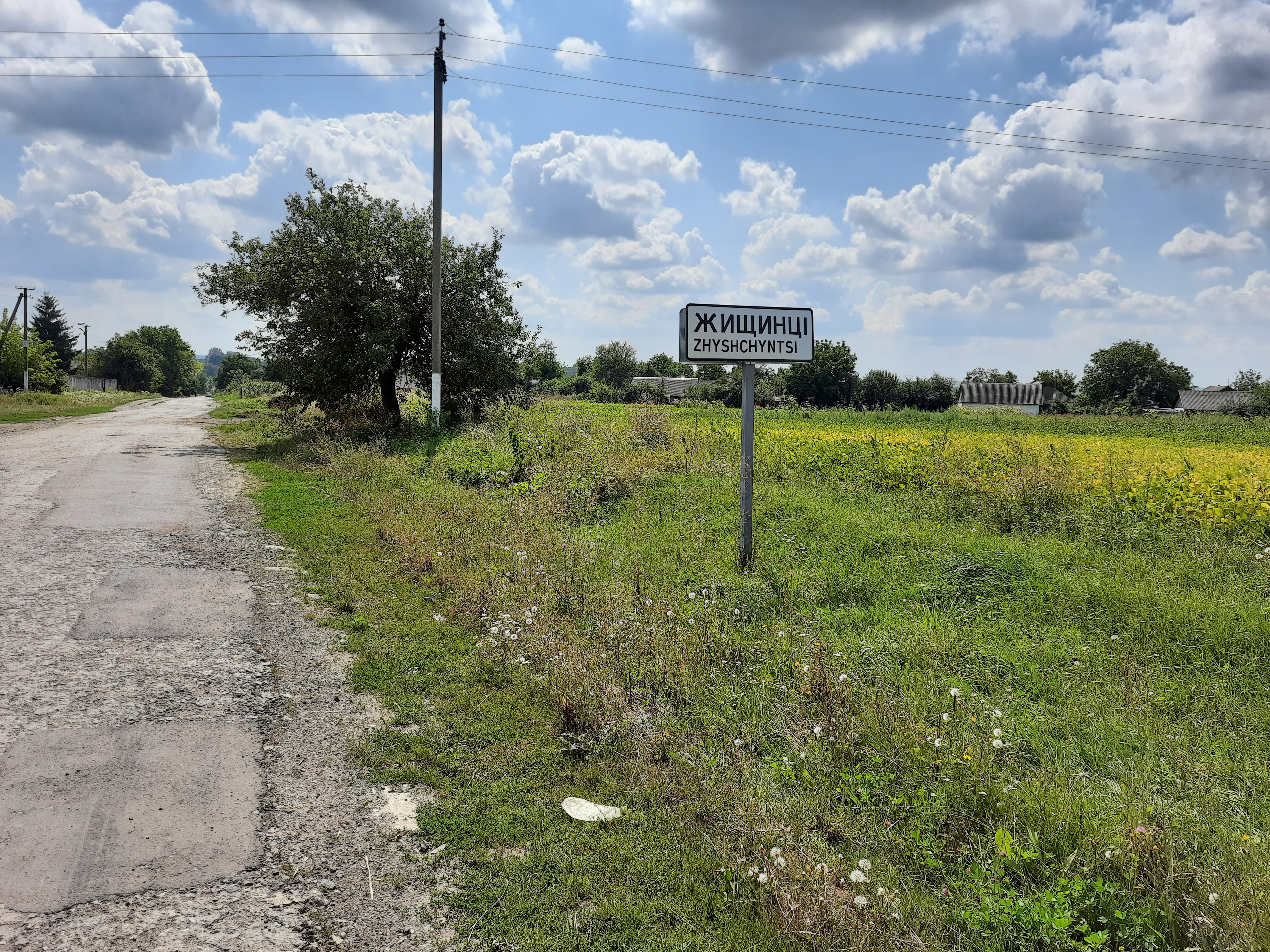
Дорожній знак при в'їзді в село
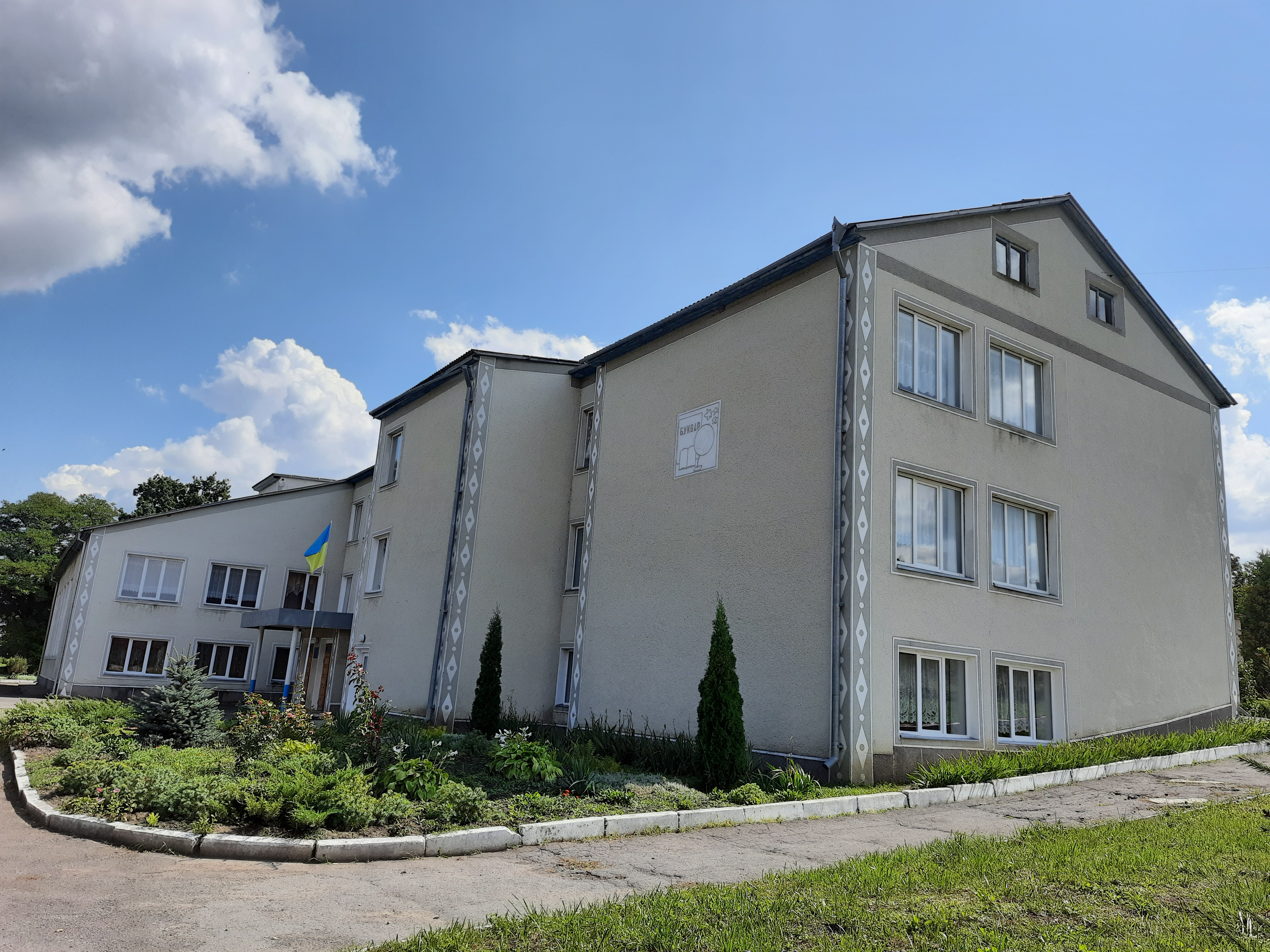
Школа
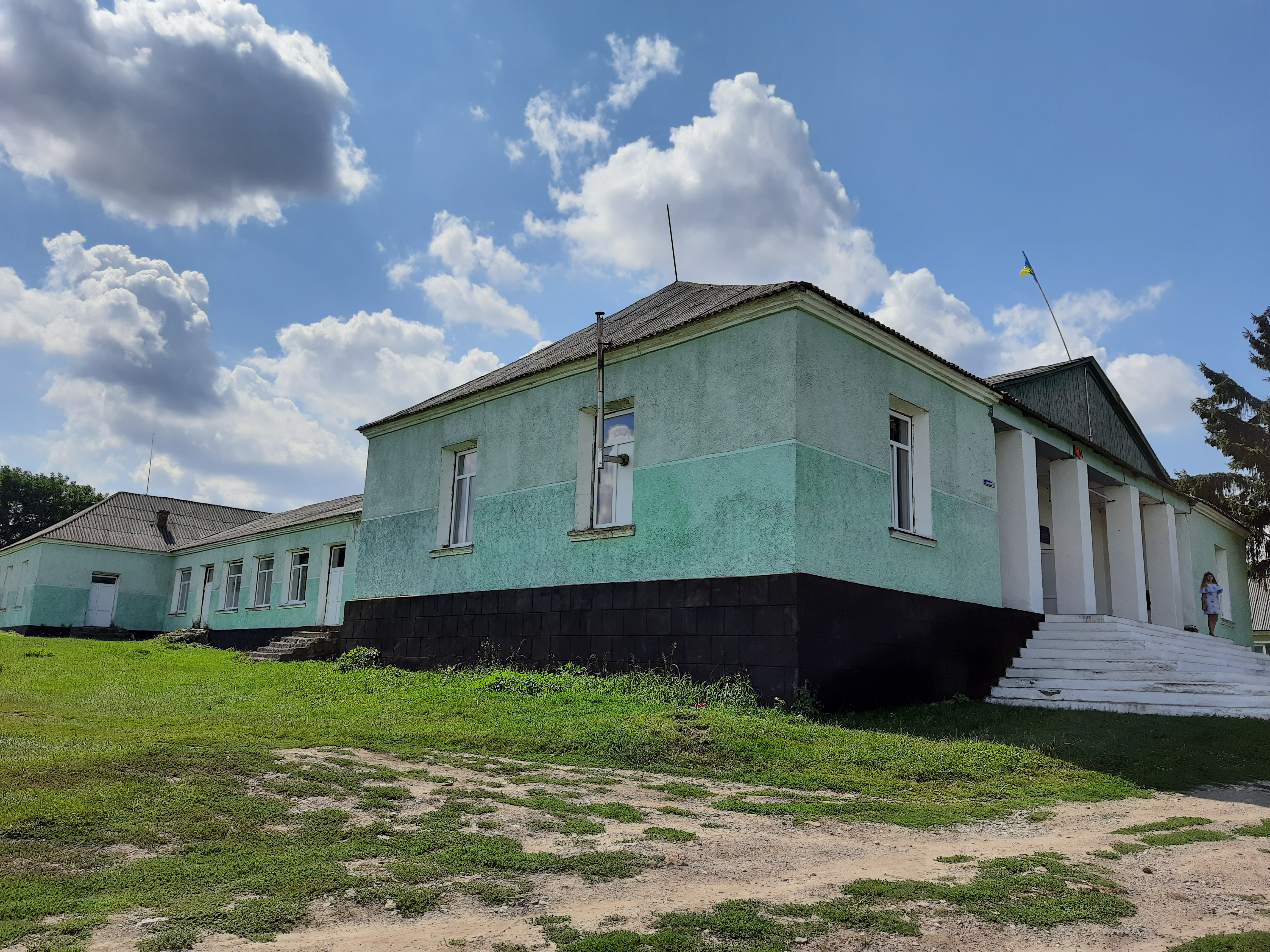
Будинок культури
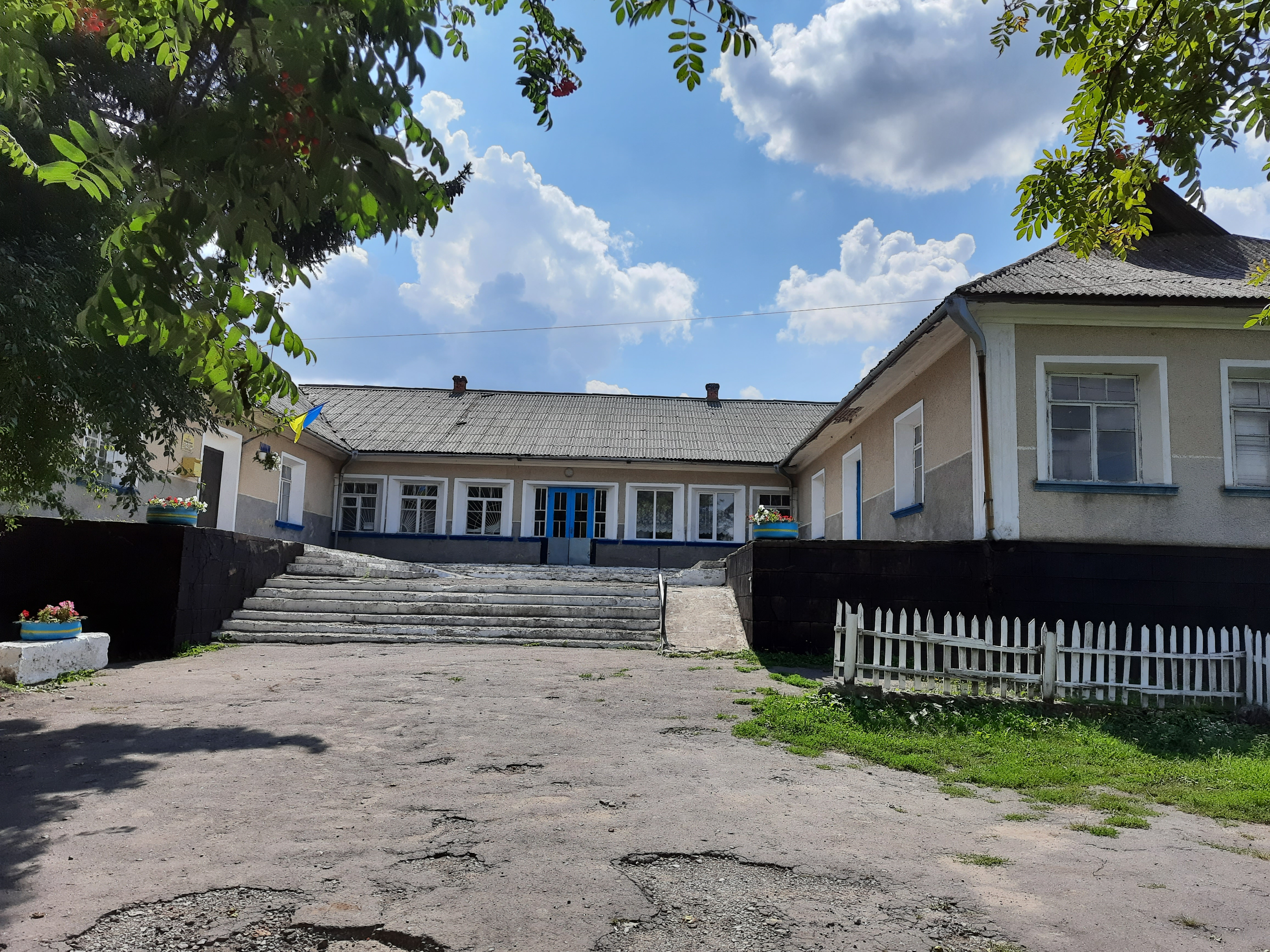
Старостат
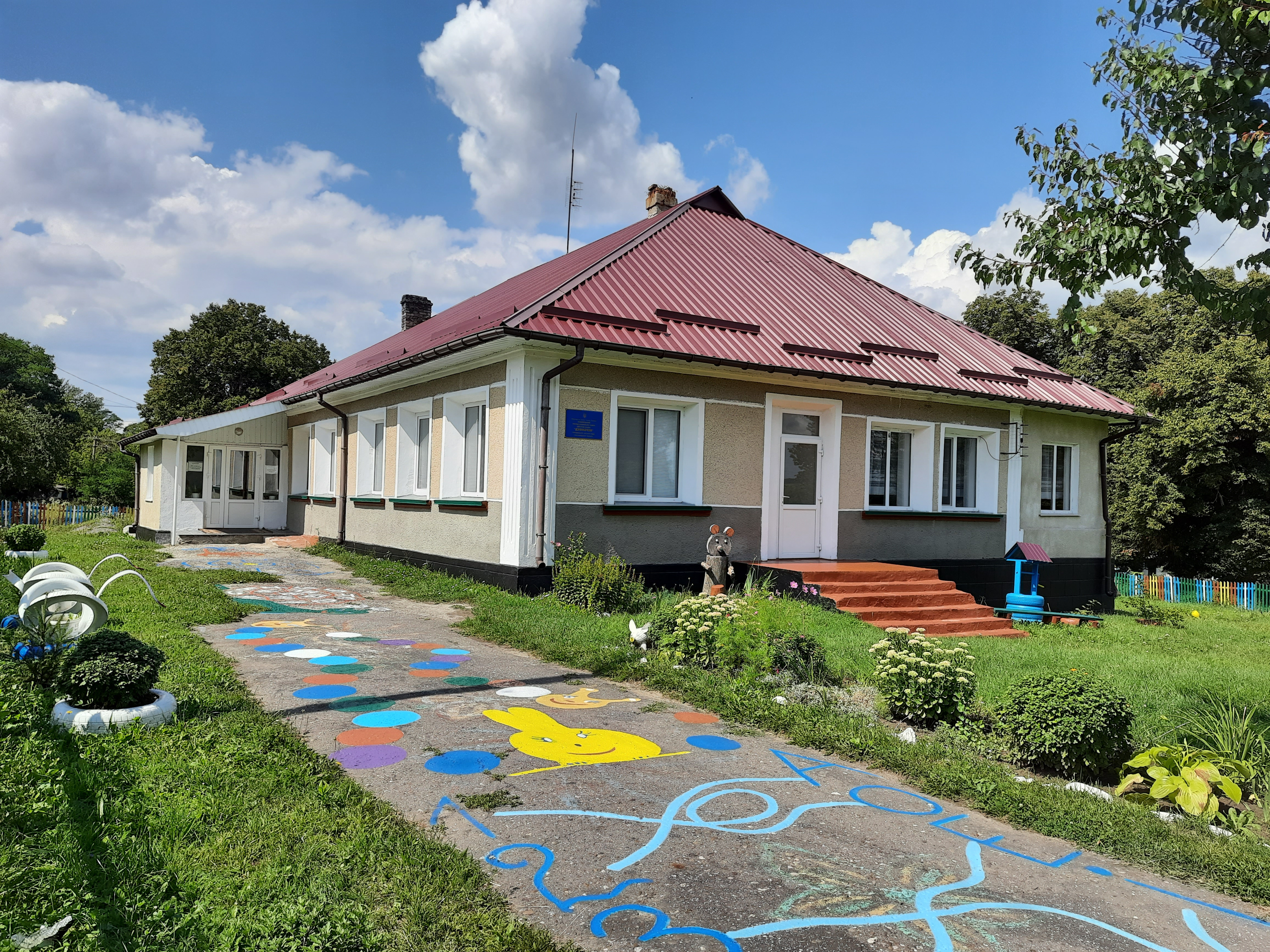
Дитячий садок
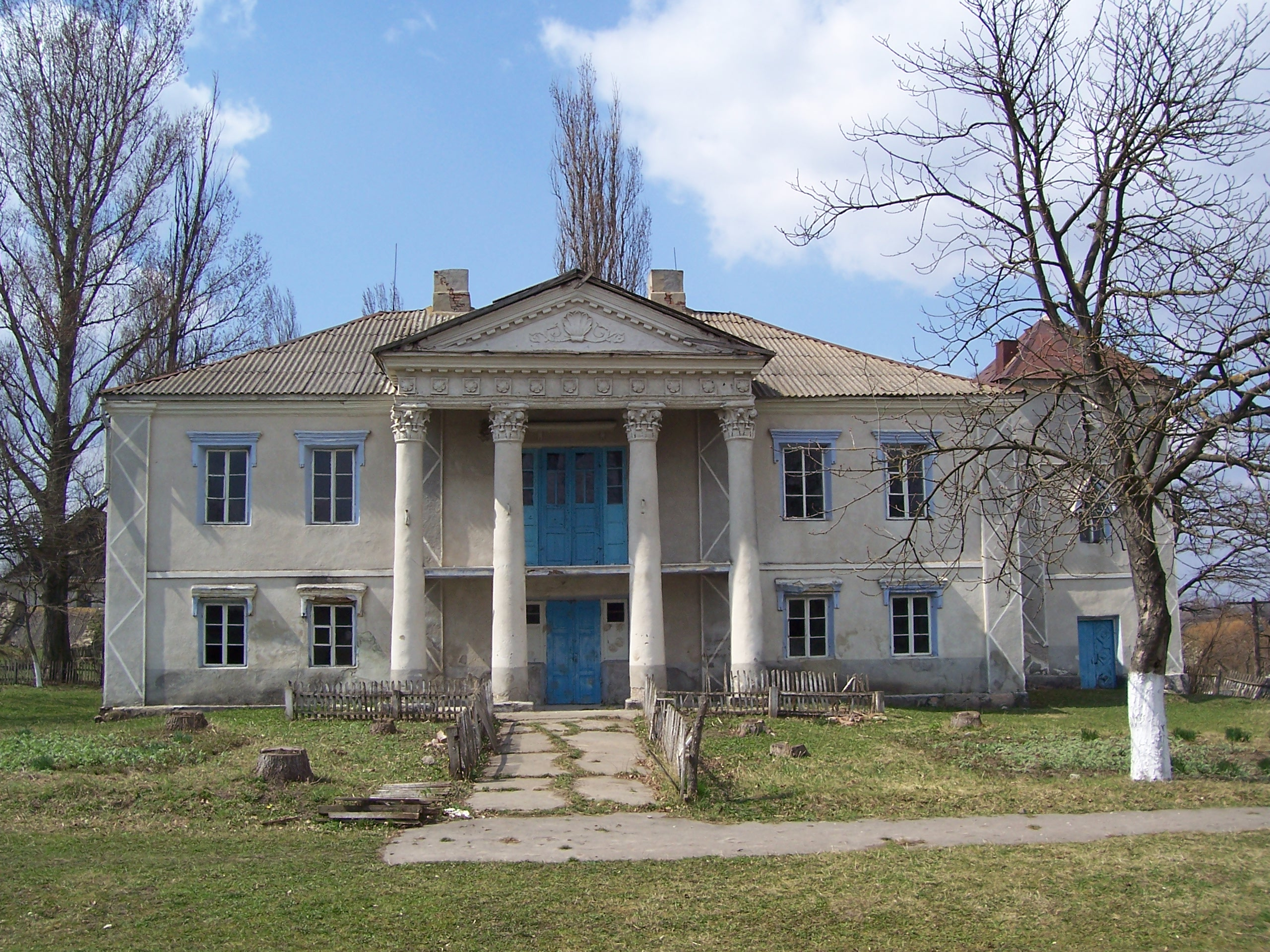
Панський палац
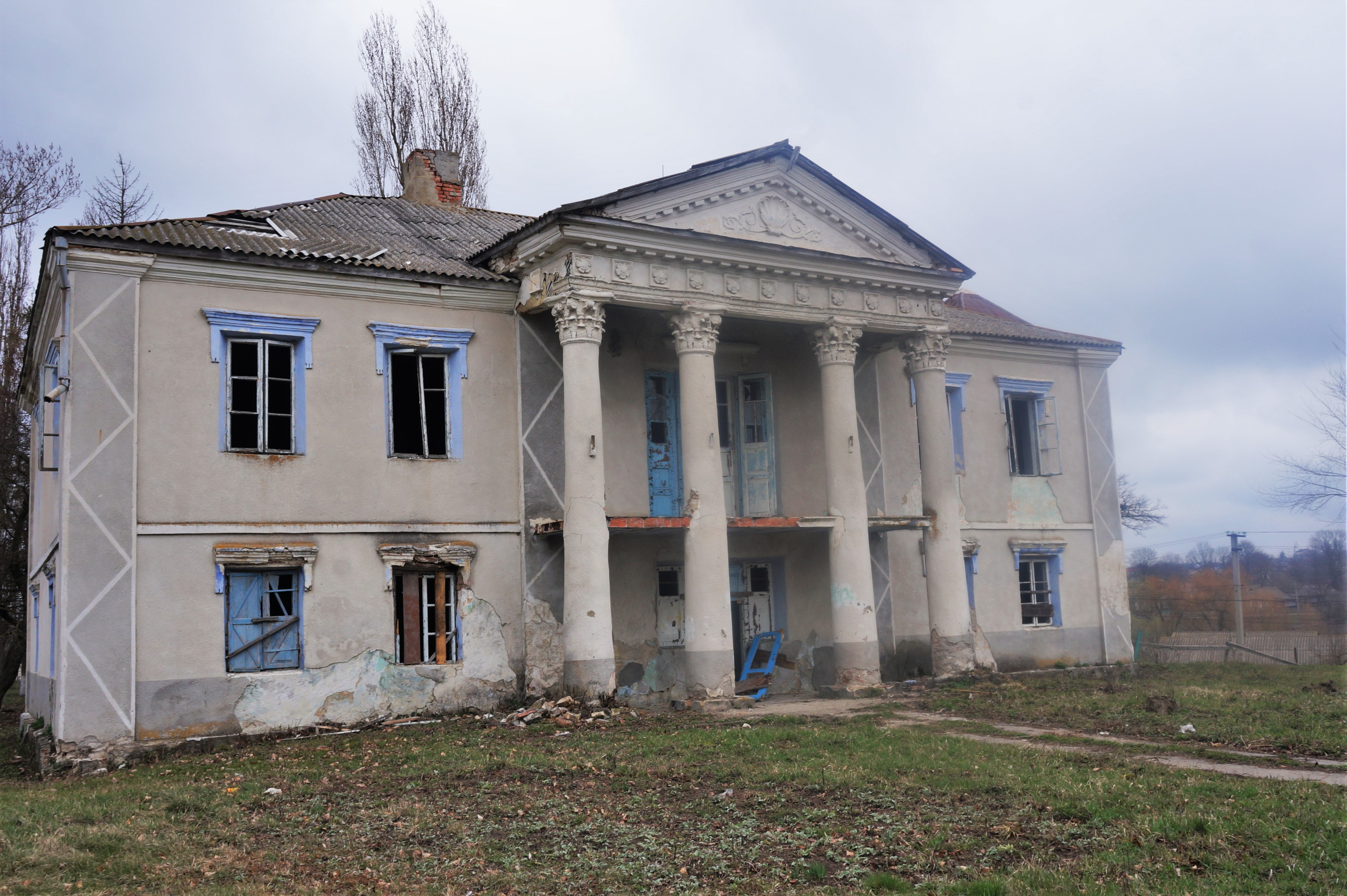
Панський палац
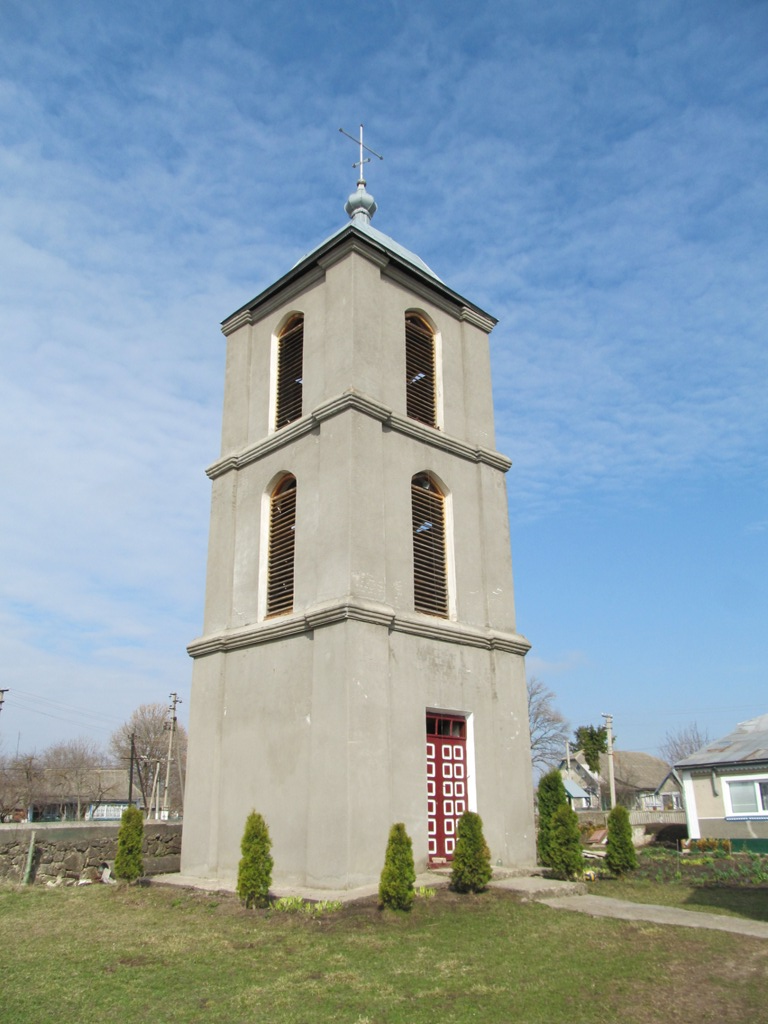
Дзвіниця церкви
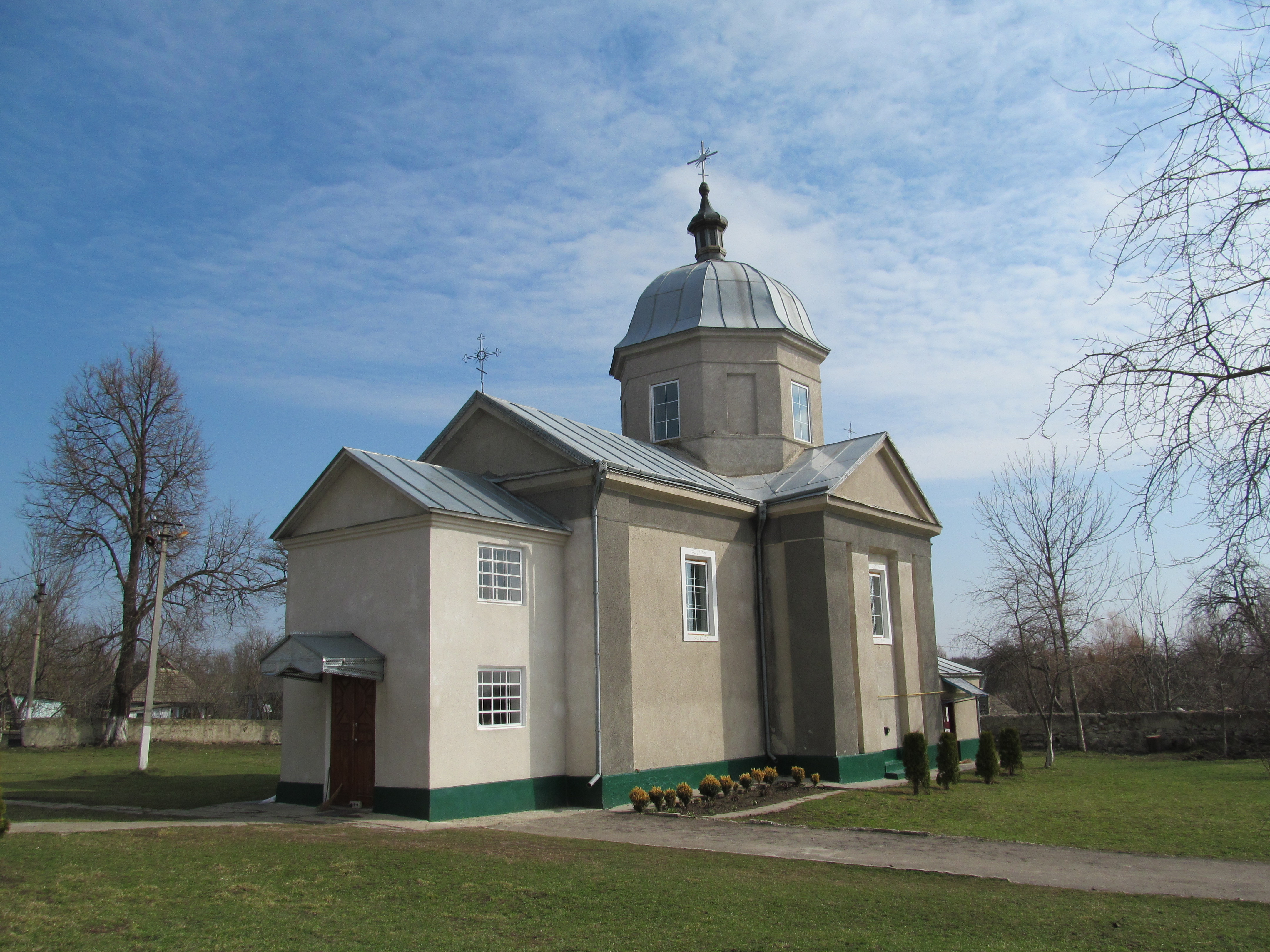
Церква
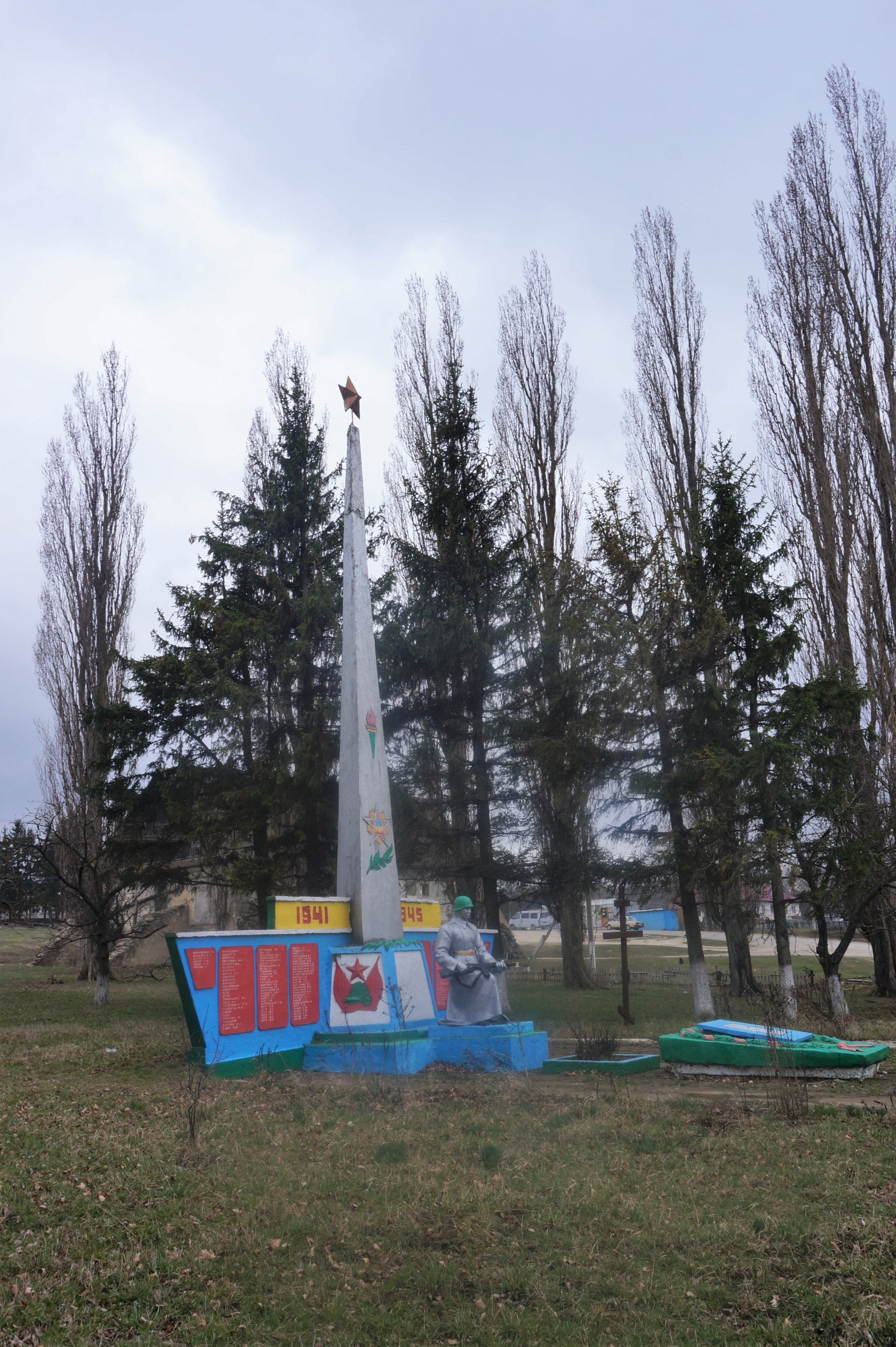
Пам'ятний знак на честь воїнів-односельчан

## Відомі люди
- Пастущин Геннадій Вікторович (1986 - 2023) - молодший сержант Збройних сил України, учасник російсько-української війни.
- Рудий Олексій Сергійович (1997 - 2024) - старший солдат Збройних сил України, учасник російсько-української війни.
- Чернець Віталій Вікторович (1993 - 2023) - старший солдат Збройних сил України, учасник російсько-української війни.